# Leo Giamani
Leo Giamani là một diễn viên phim khiêu dâm đồng tính người Mỹ. Anh bắt đầu sự nghiệp của mình vào mùa Xuân năm 2008 khi 29 tuổi. Trước khi bước chân vào ngành công nhiệp này, anh đã là lính cứu hỏa và lấy Bằng cử nhân trong môn Khoa học Xã hội. Anh được biết đến khi đóng chung với những bạn diễn đồng tính, trừ cảnh lưỡng giới với diễn viên Luscious Lopez trên trang web của Jake Cruise, Straight Guys for Gay Eyes. Sau đó, anh đã xác nhận mình là người lưỡng tính. Anh đã được trang QueerClick.com bầu chọn là Người đàn ông của Năm 2008. Tháng Ba 2009, anh đã ký hợp đồng với hai hãng là Falcon Entertainment và Randy Blue. Đồng thời trong năm này, anh còn làm người mẫu cho hãng đồ lót RufSkin và trở thành một trong 50 Ngôi sao Phim khiêu dâm Xuất sắc của Cybersockets. Tháng Chín 2010, anh đã chính thức rời khỏi ngành giải trí người lớn.

## Giải thưởng và đề cử
Giải thưởng
- Giải GayVN Awards 2009 cho Diễn viên Trực tuyến Xuất sắc Nhất của Năm[8]
- Giải Grabby Awards 2010 cho Phim Làm tình Ba Người Xuất sắc Nhất - The Trainer (cùng Adam Killian và Ty Colt)[9]
- Giải Trendy Awards 2010 cho Con Cu (Cock) Đẹp Nhất[10]
- Giải Trendy Awards 2010 cho Phim khiêu dâm Thể thao Xuất sắc Nhất - Clash of the Cocksure Men Titans (cùng Bo Dean).[10]

Đề cử
- Đề cử giải Grabby Awards 2009 cho Diễn viên Mới Xuất sắc Nhất[11]
- Đề cử giải Xbiz Awards 2010 cho Trình diễn Đồng tính Xuất sắc của Năm[12]
- Đề cử giải Xbiz Awards 2011 cho Trình diễn Đồng tính Xuất sắc của Năm[13]